# Lee Roy Martin
Lee Roy Martin, född 1937, död 31 maj 1972, var en amerikansk seriemördare som mördade fyra unga kvinnor mellan 1967 och 1968.
Den 20 maj 1967 blev den 33-åriga Annie Lucille Dedmond strypt. Hennes make blev felaktigt dömd för mordet.
Den 7 februari 1968 mördades 20-åriga Nancy Carol Parris och dagen därpå mördades 14-åriga Nancy Christine Rhinehart. Samma dag, den 8 februari, kontaktade Martin en lokaltidning och gav dem en lista över de tre kvinnor, vilka han dittills mördat. Han angav även var kropparna fanns. Ett av namnen på listan var Annie Lucille Dedmond, då Martin påstod att han ville rentvå hennes fängslade make. Fyra dagar senare förvarnade Martin, att han skulle mörda igen. Den 13 februari blev 14-åriga Opal Diane Buckson bortrövad och mördad. Denna gång hade dock Martin iakttagits vid ett skogsområde i Cherokee County i norra South Carolina och kunde gripas. Martin förhördes och visade polisen var de fyra kvinnornas kroppar låg. Det ansågs dock, att Martin inte hade blivit adekvat företrädd av advokat, och åklagaren yrkade då inte på dödsstraff. Martin dömdes till fyra livstidsstraff. I intervjuer uppgav Martin att han led av personlighetsklyvning; hans våldsamma sida kunde ibland ta överhanden över honom.
Den 31 maj 1972 knivhöggs Martin till döds av en medfånge.

## Offer
- Annie Lucille Dedmond, 33, mördad 20 maj 1967
- Nancy Carol Parris, 20, mördad 7 februari 1968
- Nancy Christine Rhinehart, 14, mördad 8 februari 1968
- Opal Diane Buckson, 14, mördad 13 februari 1968